# Jim Courier
James Spencer "Jim" Courier, Jr. (Sanford, Florida, 17 de agosto de 1970) é um ex-tenista profissional americano que foi número 1 do mundo em simples, fez final em todos os Grand Slams e ganhou 4 destes.

## Carreira
Chegou a número 1 do ranking mundial em 1992, durante sua prestigiosa carreira, ganhou quatro títulos de Grands Slams, dois em Roland Garros e dois no Aberto da Austrália.
Pertenceu quando garoto à academia de Nick Bollettieri. Venceu o Banana Bowl em 1986 e 1987, assim como o campeonato juvenil de duplas em Roland Garros.
Tornou-se profissional em 1988 e deu seu grande passo em um Grand Slam em 1991 quando ganhou Roland Garros nas simples, vencendo André Agassi em uma memorável final de cinco sets. Também jogou uma final do US Open, quando perdeu para Stefan Edberg.
Em 1992, ganhou o Australian Open e Roland Garros. Terminaria o ano como o número 1 do mundo. Também foi membro da equipe americana que ganhou a Copa Davis no mesmo ano.
Em 1993, defendeu o título e ganhou o Aberto da Austrália. Perdeu a final de Roland Garros ao ser derrotado pelo espanhol Sergi Bruguera. No mesmo ano, jogou a final de Wimbledon, mas perdeu para Pete Sampras.
No mesmo ano, esteve outra vez na equipe americana da Copa Davis, que novamente venceu a prestigiosa copa.
Atualmente aposentado como jogador, Courier trabalha como comentarista esportivo para a televisão.
Courier é membro do International Tennis Hall of Fame desde 2005.

## Major Finais

### Grand Slam finais

#### Simples 7 (4 títulos 3 vices)
| Resultado | Ano  | Campeonato           | Piso   | Oponente       | Placar                       |
| --------- | ---- | -------------------- | ------ | -------------- | ---------------------------- |
| Campeão   | 1991 | Aberto da França     | Saibro | Andre Agassi   | 3–6, 6–4, 2–6, 6–1, 6–4      |
| Vice      | 1991 | US Open              | Duro   | Stefan Edberg  | 2–6, 4–6, 0–6                |
| Campeão   | 1992 | Australian Open      | Duro   | Stefan Edberg  | 6–3, 3–6, 6–4, 6–2           |
| Campeão   | 1992 | Aberto da França (2) | Saibro | Petr Korda     | 7–5, 6–2, 6–1                |
| Campeão   | 1993 | Australian Open (2)  | Duro   | Stefan Edberg  | 6–2, 6–1, 2–6, 7–5           |
| Vice      | 1993 | Aberto da França     | Saibro | Sergi Bruguera | 4–6, 6–2, 2–6, 6–3, 3–6      |
| Vice      | 1993 | Wimbledon            | Grama  | Pete Sampras   | 6–7(3–7), 6–7(6–8), 6–3, 3–6 |

### ATP Finals

#### Finais: 2 (2 vices)
| Resultado | Ano  | Campeonato | Piso     | Oponente     | Placar                  |
| --------- | ---- | ---------- | -------- | ------------ | ----------------------- |
| Vice      | 1991 | Frankfurt  | Duro (i) | Pete Sampras | 6–3, 6–7(5–7), 3–6, 4–6 |
| Vice      | 1992 | Frankfurt  | Duro (i) | Boris Becker | 4–6, 3–6, 5–7           |

### Masters Series

#### Simples 5 (5 títulos)
| Resultado | Ano  | Campeonato       | Piso   | Oponente         | Placar                       |
| --------- | ---- | ---------------- | ------ | ---------------- | ---------------------------- |
| Campeão   | 1991 | Indian Wells     | Duro   | Guy Forget       | 4–6, 6–3, 4–6, 6–3, 7–6(7–4) |
| Campeão   | 1991 | Miami            | Duro   | David Wheaton    | 4–6, 6–3, 6–4                |
| Campeão   | 1992 | Roma             | Saibro | Carlos Costa     | 7–6(7–3), 6–0, 6–4           |
| Campeão   | 1993 | Indian Wells (2) | Duro   | Wayne Ferreira   | 6–3, 6–3, 6–1                |
| Campeão   | 1993 | Rome (2)         | Saibro | Goran Ivanišević | 6–1, 6–2, 6–2                |